# Bayron Molina
Bayron Efrain Molina Figueroa (* 10. Mai 1993 in Tegucigalpa) ist ein Amateurboxer aus Honduras und Olympiateilnehmer von 2012 im Halbfliegengewicht.

## Boxkarriere
Molina gewann jeweils eine Bronzemedaille bei den Zentralamerikameisterschaften 2011 und 2012, sowie den Zentralamerikaspielen 2013. 2012 nahm er an den Olympischen Spielen in London teil, unterlag jedoch noch im ersten Kampf gegen Devendro Singh aus Indien.
Im August 2014 gewann er die kontinentale Qualifikation in Bogotá zur Teilnahme an den Zentralamerika- und Karibikspielen 2014. An den Spielen selbst nahm er jedoch nicht teil. Bei den Panamerikameisterschaften 2017 schied er in der Vorrunde gegen Robinson Rodriguez und bei den Weltmeisterschaften 2017 ebenfalls im ersten Kampf gegen Muhammed Ünlü aus.
2015 und 2016 gewann er drei Profikämpfe.